# 이은지 (1989년)
이은지(1989년 3월 26일 ~ )는 대한민국의 아나운서이다.

## 주요 경력
- BBS 아나운서
- 광주CMB 아나운서
- GTN 아나운서
- 양주시청 아나운서
- 청주MBC 아나운서
- MBC충북 아나운서

## 같이 보기
- 2011년 미스코리아
- 미스코리아 광주-전남